# Дочо Пенков
Дочо Пенков Маринов (Гроздан) е участник в комунистическото съпротивително движение по време на Втората световна война. Български партизанин от Партизански отряд „Христо Кърпачев“.

## Биография
Дочо Пенков е роден на 26 ноември 1924 г. в с. Орляне, Ловешко. Завършва прогимназия с отличие. Учи в Угърчинската гимназия, а две години по-късно се премества в Ловешката смесена гимназия „Цар Борис III“. Тук е приет в РМС. Заради ремсовата си дейност през 1941 г. е изключен от училище и става общ работник на летището на Държавната самолетна фабрика (Ловеч).
Участва в комунистическото съпротивително движение по време на Втората световна война. Ятак на първите партизани в Ловешко. Снабдява ги със средства, храна, лекарства и дрехи. Организира театрални групи по селата, като приходите ги предава на партизаните. На 28 август 1943 г. при опит за арест от полицията става партизанин от Партизански отряд „Христо Кърпачев“. Приема партизанско име Гроздан. Взема участие в редица бойни и политически акции на отряда. На 8 януари 1944 г. е убит в при сражение с полицейски и военни подразделения близо до с. Радювене в местността „Бялка“.
Неговото име носеше Средно професионално техническо училище в Ловеч.